# شیواشان (وزینه)
شیواشان، روستایی از توابع بخش وزینه در شهرستان سردشت واقع‌در آذربایجان غربی ایران است.

## جمعیت
این روستا در دهستان گورک نعلین قرار داشته و بر اساس سرشماری سال ۱۳۸۵ جمعیت آن ۳۷ نفر (۴ خانوار) بوده‌است.